# Gaylord (Michigan)
Gaylord è una città degli Stati Uniti d'America, nella contea di Otsego, nello Stato del Michigan.
Si estende su una superficie di 10,2 km² e nel 2000 contava 3.681 abitanti (360,2 per km²).